# Coppa del Presidente 2019 (pallacanestro maschile)
La Coppa del Presidente 2019 è la 35ª Coppa del Presidente di pallacanestro maschile.
La partita è stata disputata il 26 settembre 2019 presso il Karataş Şahinbey Sport Hall di Gaziantep tra l'Anadolu Efes, campione di Turchia 2018-19 e il Fenerbahçe vincitore della Coppa di Turchia 2019.

## Palazzetto
| Gaziantep                   | Gaziantep Karataş Şahinbey Sport Hall |
| Karataş Şahinbey Sport Hall | Gaziantep Karataş Şahinbey Sport Hall |
| Posti a sedere: 6.400       | Gaziantep Karataş Şahinbey Sport Hall |
|                             | Gaziantep Karataş Şahinbey Sport Hall |

## Finale
| Arbitri: | Emin Moğulkoç Mehmet Karabilecen Kerem Baki |

|                              |            |                                      |
| Simon 22 Micić 16 Dunston 15 | Punti      | 16 Williams 13 Kalinić 11 Mahmutoğlu |
| Micić 9                      | Assist     | 9 Sloukas                            |
| Peters 8                     | Rimbalzi   | 7 Düverioğlu                         |
| Ergin Ataman                 | Allenatori | Željko Obradović                     |

| Quintetto titolare | Quintetto titolare | Quintetto titolare | Pt   | Rim  | Ass  |
| ------------------ | ------------------ | ------------------ | ---- | ---- | ---- |
| C                  | 42                 | Bryant Dunston     | 15   | 2    | 3    |
| A                  | 25                 | Alec Peters        | 12   | 8    | 4    |
| G                  | 44                 | Krunoslav Simon    | 22   | 3    | 2    |
| P                  | 1                  | Rodrigue Beaubois  | 6    | 3    | 2    |
| P                  | 4                  | Doğuş Balbay       | 2    | 3    | 2    |
| Panchina:          |                    |                    |      |      |      |
| AG                 | 3                  | Yiğitcan Saybir    | n.e. | n.e. | n.e. |
| G                  | 6                  | Mustafa Kurtuldum  | n.e. | n.e. | n.e. |
| AP                 | 8                  | Tolga Geçim        | 0    | 0    | 1    |
| P                  | 10                 | Ömercan İlyasoğlu  | n.e. | n.e. | n.e. |
| C                  | 15                 | Sertaç Şanlı       | 6    | 1    | 0    |
| G                  | 19                 | Buğrahan Tuncer    | 0    | 0    | 0    |
| P                  | 22                 | Vasilije Micić     | 16   | 5    | 9    |
| Allenatore:        |                    |                    |      |      |      |
| Ergin Ataman       |                    |                    |      |      |      |

| Anadolu Efes |  | Fenerbahçe |

| Vincitrice Coppa del Presidente 2019 |
| ------------------------------------ |
| Anadolu Efes (12º titolo)            |

| Quintetto titolare | Quintetto titolare | Quintetto titolare | Pt   | Rim  | Ass  |
| ------------------ | ------------------ | ------------------ | ---- | ---- | ---- |
| C                  | 44                 | Ahmet Düverioğlu   | 9    | 7    | 2    |
| A                  | 21                 | Derrick Williams   | 16   | 4    | 3    |
| AP                 | 12                 | Nikola Kalinić     | 13   | 6    | 2    |
| G                  | 10                 | Melih Mahmutoğlu   | 11   | 1    | 1    |
| PG                 | 16                 | Kōstas Sloukas     | 8    | 3    | 9    |
| Panchina:          |                    |                    |      |      |      |
| AP                 | 3                  | Ergi Tırpancı      | n.e. | n.e. | n.e. |
| G                  | 8                  | Ekrem Sancaklı     | n.e. | n.e. | n.e. |
| AP                 | 18                 | Egehan Arna        | n.e. | n.e. | n.e. |
| PG                 | 19                 | Nando de Colo      | 4    | 5    | 5    |
| AG                 | 32                 | Berkay Candan      | 0    | 1    | 0    |
| P                  | 35                 | Ali Muhammed       | 5    | 2    | 0    |
| C                  | 91                 | Vladimir Štimac    | 8    | 4    | 0    |
| Allenatore:        |                    |                    |      |      |      |
| Željko Obradović   |                    |                    |      |      |      |